# Shocker (seriefigur)
Shocker (Herman Schultz) är en fiktiv seriefigur, en superskurk som medverkar i serietidningar utgivna av Marvel Comics. Seriefiguren medverkade först i serietidningenThe Amazing Spider-Man #46 (mars, 1967) och skapades av serietidningsförfattaren Stan Lee och tecknaren John Romita, Sr.

## Fiktiv biografi
Herman Schultz föddes i New York. Han hoppade av high school, där han dock visat stora talanger som både uppfinnare och tekniker. I stället för att använda talangerna för att skaffa sig en laglig anställning, blev han en framgångsrik inbrottstjuv och (enligt honom själv i senare historier) världens bästa kassaskåpsknäckare. Efter att han till slut blivit fängslad för sina brott, designade han ett par handskar avsedda att skjuta luftstötar, genom högfrekventa vibrationer.
Schultz använder sina handskar för att fly från fängelset och blir då känd som superskurken "Shocker". Han besegrar Spider-Man i deras första konfrontation (Spider-Man var i underläge på grund av en allvarlig stukning i sin vänstra arm, efter att tidigare ha slagits mot Lizard) under ett rån. Han besegras dock senare av Spider-Man under ett rånförsök (genom att hålla Schultz tummar borta från handskarnas avtryckare med sitt nät, och sedan knocka honom) och skickades tillbaka till fängelset.
Shocker stal sedan en antik stentavla med en inskription av en formel som kunde återskapa ungdom, som tidigare hade stulits av Kingpin. Schultzs mest ambitiösa prestation på egen hand var hans försök att hålla New York mot en lösensumma, genom att mörklägga olika elektriska galler för att skriva ut sitt namn, och pressar staden på en miljon dollar. Han tjänade sedan en miljon dollar genom att trakassera en börsmäklare. Shocker gick sedan med i Eggheads Masters of Evil (med Radioactive Man, Tiger Shark, Moonstone och Beetle) för att kidnappa Dr. Henry Pym, som då stod inför rätta för förräderi. Masters slogs mot Avengers i den här sammanstötningen. Shocker anlitades senare av den nazistiska krigsförbrytaren Baron Von Lundt för att döda Dominic Fortune, och byggde in vibro-chockenheterna i hela sin uniform för att göra det. Shocker anlitades av Chameleon och Hammerhead för att förmå Electro att gå med i deras organisation. Shocker försökte sedan stjäla tusentals dollar för välgörenhet på kändisinsamlingen för New York City Library. Han fångas av Spider-Man och skickas till fängelset. Han flyr sedan med hjälp av en annan intagen, Boomerang. Vid den här tidpunkten har han utvecklat allvarliga tillitsproblem och har blivit rädd för att Scourge of the Underworld ska döda honom. En brytpunkt inträffar när Spider-Man griper honom och inte verkar ta honom på allvar. En rasande Shocker besegrar Spider-Man och är på väg att döda honom när en Scourge-bedragare ingriper, vilket tvingar Shocker att fly. När han dök upp nästa gång var hans tillitsproblem borta. Han planerade att döda Scourge och döda honom först.
Shocker är ständigt återkommande i Spider-Mans fiendegalleri. Han arbetar ofta som en medlem av ett team (inklusive Hobgoblins Sinister Seven, Norman Osbornes Sinister Twelve, Doktor Octopus senaste Sinister Six och i Masters of Evil) eller tillsammans med minst en annan skurk. Tidigare allierade inkluderar Boomerang, Beetle, Rhino, Leila Davis, Hydro-Man och Speed Demon (som alla utgjorde Sinister Syndicate), samt Trapster, Constrictor och Jack O'Lantern. Han slog även ihop sig med en stor grupp skurkar under Acts of Vengeance, när han hjälpte dem att framgångslöst attackera Fantastic Four.
Shocker har besegrat Spider-Man vid flera tillfällen, där lägliga ingripanden ofta har räddat Spider-Man. Individer som hindrat Shockers seger över Spider-Man inkluderar säkerhetsvakter, Dominic Fortune och till och med en Scourge of the Underworld-bedragare. Shocker har även låtit Spider-Man gå vid ett fåtal tillfällen, första gången var när han hittade Spider-Man medvetslös på utsidan av en hög byggnad. Han dödar inte Spider-Man, och menar att det är ett ovärdigt slut, men hjälper honom inte heller.
Under ett av sina samarbeten med Doktor Octopus deltog han i en räd mot Avengers Mansion, i hopp om att erövra den då hjältarna var distraherade av händelserna i Infinity War. Shocker tvingades slåss tillsammans med Guardians of the Galaxy när utomjordiska dubbletter från båda sidorna attackerade. Efter att dubbletterna slutade komma, försökte Octopus beordra Shocker och de andra att fortsätta att slåss mot hjältarna, men i stället vänder de sig mot honom. De ville inte skada de människor som hade hjälpt till att rädda deras liv. Shocker hjälpte till att jaga ut Octopus ur byggnaden.
På något sätt lyckas Shocker skaffa sig riktiga övermänskliga vibrationskrafter. När han blir starkare inser han att de nya krafterna så småningom kommer att döda honom. Han söker en vibrationsenergi för att bota sig själv och får hjälp av Night Thrasher och Spider-Man.
Shocker besegrade Spider-Man ännu en gång när han bildade team med Trapster. Duon, som sänts av Friends of Humanity för att lönnmörda Paul Stacy, lyckas fånga både Stacy och Spider-Man, men blir tillsagda att avbryta uppdraget ögonblicket innan de gör slut på dem.
Shocker skulle senare vända sig emot Trapster vid Norman Osborns testamentering (som försökte få Trapster eliminerad som ett potentiellt vittne mot sitt senaste försök att sätta dit Spider-Man för mord. Shocker förberedde sig att döda Trapster i en gränd, men blev attackerad och slogs medvetslös i sista minuten av Spider-Man (då förklädd som Dusk).
Shocker slåss även mot Iron Man i en tunnelbanevagn i New York.
Shocker anlitas av Golem, tillsammans med Constrictor och Jack O'Lantern, för att skydda en diamantleverans. Han slåss mot Hood.
Shocker sades upp som frilansare på Hammer Industries och fångades av Spider-Man medan han försökte råna en bank tillsammans med Hydro-Man. Han avdunstar av misstag sin vattenbaserade bundsförvant med en felplacerad vibration.
Han allierade sig med Speed Demon från New Thunderbolts för att bryta sig in ett särskilt välbevakat kassaskåp. Trots att polisen anlände till hans gömställe i full fart, räddades han av Speed Demon, som rusade in och stal både bytet och Shockers vapen, avlägsnade alla spår av bevis (och, olyckligtvis för Shocker, behöll pengarna för att finansiera Thunderbolts ytterligare verksamheter.
Shocker spelar en liten roll under händelserna i Secret War-crossovern.
En ny version av Sinister Six, med Shocker som en medlem, bildas under Civil War men stoppades av Captain America och hans Secret Avengers.
I The Punisher War Journal #4, var han bland den grupp av skurkar som Punisher försöker att döda vid den nyligen avlidna Stilt-Mans vaka. Han överlevde förgiftningen och brandbombningarna. Han medverkar senare i She-Hulk #17 och senare i Avengers: The Initiative #3 där han visades delvis ha reformerat Sinister Syndicate tillsammans med Hydro-Man och Boomerang. Gruppen försöker råna Baily's Auction House men avbryts av Spider-Man och sen av Initiative-medlemmarna War Machine och Komodo. De senare är där för att neutralisera Spider-Man. Trion flyr, endast för att hittas och attackeras av statliga hemliga agenter kallade 'Scarlet Spiders'.
I hans första Brand New Day-framträdande, visar han sig ha hyrts av en gangster för att ta itu med en tunnelbanevagn fylld med jurymedlemmar. Efter en kort strid med Spider-Man, knockas han medvetslös medan Spider-Man använder hans handskar för att förstöra bråte som blockerar vägen. Fast han verkar samarbetsvillig först, aktiverar han, precis när han blir gripen av Spider-Man, en kraftfull chock i sina handskar genom sitt bälte, vilket orsakar att huvudutgången kollapsar och tillåter honom att fly.
På deras väg för att hämta ut pengar efter att bettat på superhjälte-fighter, upptäcker Shocker och Boomerang "vadslagarens" döda kropp.
Shocker framträdde senare som en medlem av Hoods brottssyndikat.
Under "Origin of the Species"-handlingen blir Shocker inbjuden av Doktor Octopus att gå med i dennes superskurkgrupp. Shocker och Tombstone attackerar superhjältinnan Menace, som är på väg att föda Norman Osbornes son, på en kaffebar. Spider-Man anländer och drabbar samman med duon, innan Doktor Octopus anländer och hämtar vad han kom för, Normans nyfödda son. Polisen anländer, men Shocker, som svimmade under striden, bärs i väg av Tombstone, som flyr. När Spider-Man går på jakt efter skurkarna, efter att spädbarnet stulits från honom av Chameleon, attackerar han Shocker i hans gömställe och hotar Shocker att berätta allt om skurkens tillhåll. Shocker avslöjar för Spider-Man att Chameleon har babyn vid Kravinoff Mansion.
Shocker syntes sedan i fängelseanläggningen Raft, på grund av en populär omröstning på Marvel.com. and was selected to join the Thunderbolts's new Beta team called the Underbolts where it was revealed that MACH-V has put his name on the list of likely candidates.
Under Spider-Island-handlingen stöter Spider-Man och Carlie Cooper på en sexarmad Shocker. Under striden avslöjar Shocker att vill ha pengarna så att Mad Thinker kan bota honom. Shocker drar sedan av sig sin mask och visar att han sakta muteras till en spindelliknande varelse.
Shocker medverkade senare som en medlem av Villains for Hire (en skurk-motsvarighet till Heroes for Hire).

## Krafter och förmågor
Shocker bär ett par handskar som han designat med vibrationskanoner som, när de aktiveras av en tumavtryckare, kan projicera en koncentrerad chockvåg av komprimerad luft som vibrerar i en intensiv frekvens. Det här skapar en snabb följd av högtrycksvågor som resulterar i en rad kraftfulla skalv. Detta tillåter Shocker att effektivt både använda vibrationskanonerna på avstånd, som skapar destruktiva vibrationer som kan krossa fast betong och orsaka omfattande skador på den mänskliga kroppen och dess inre organ, såväl som att skjuta chockvågor som vibrerar strukturen av någonting, för att försvaga eller förstöra det. En mindre känd förmåga hos handskarna är att de tillåter Shocker att göra otroliga hopp, genom att rikta sina luftstötar mot marken framför honom. Att hålla inne tumavtryckaren under en längre tid ökar intensiteten, hastigheten och till och med spridningen av chockvågorna.
För att skydda sig från att inte själv bli drabbad av handskarna (det första testet dödade honom nästan), utvecklade Schultz en skyddande dräkt, till stor del bestående av gula tyglappar, utformad för att absorbera chockvågorna. Dräkten är gjord av fodrat syntettyg, som absorberar alla vibrationsvågor och upprättar en vibrerande sköld som avleder normala slag och gör honom omöjlig att gripa tag i. Trots att Shultz inte besitter några övernaturliga krafter, gör hans vibrationsdräkt och handskar honom till en mycket formidabel motståndare.
Runt år 2000 (realtid) började Schultz uppgradera sin dräkt och sina vapen. Hans dräkt innehåller nu ett antal inbyggda chock-enheter, som aktiverar ett skyddande vibrerande fält när de utlöses av medföljande rörelsedetektorer. Förutom att detta lyckas avleda de flesta fysiska slag, gör det även det näst intill omöjligt att fysiskt attackera honom eller hoppa på honom när han inte är beredd. Denna kraftuppgradering åtföljdes av en större dräkt, med mer skydd (då han tecknades av John Romita, Jr.).
Han låter också Hammer Industries drastiskt uppgradera kraften i sina handskar. Genom att vägra att avslöja alla sina hemligheter (och därmed bli vad han uppfattar som förbrukningsbar), nekar han Hammers tekniker åtkomst till sin riktiga dräkt, som då inte gav honom tillräckligt skydd mot de uppgraderade handskarna (Schultz nämnde att näsblod var en risk som han var villig att ta).
Shocker har sedan dess medverkat i sin originaldräkt, utan de omgjorda superhandskarna som gjordes åt honom av Hammer Industries. Huruvida detta innebär att han har hittat ett sätt att behålla sina uppgraderade krafter i sin gamla dräkt, eller om han inte längre använder dem fortfarande, är okänt.

## Motiv
Medan de flesta av Spider-Mans skurkar brukar ändra sina ursprungliga mål till att utkräva hämnd på Spider-Man, är Shocker fortfarande för det mesta intresserad av att tjäna pengar och skydda sitt rykte. Som sådan porträtteras karaktären ofta som mer professionell än majoriteten av sina galna kollegor. Shocker har en noterbart rationell personlighet, till skillnad från många av Spider-Mans fiender. Han har även ofta insett sina egna begränsningar i ett universum fullt av individer med superkrafter. Han drabbades en gång av kronisk ångest och paranoia (i Deadly Foes of Spider-Man-serien) som kom av hans farhågor om att bli attackerad av antihjältarna Scourge och Punisher (överraskande nog har han överlevt möten med båda). Medan han samarbetar med Trapster, nämner han att går i psykoterapi.
I senare berättelser  ("Venomous" och "Senseless Violence") har Shocker avslöjat att han är extremt frustrerad på sin plats i livet, och vill inte bli känd som en slagpåse åt superhjältar som Spider-Man. Han försöker utan framgång att köpa Venoms symbiot på en auktion för att få lite respekt. När han tillfälligt samarbetar med Hydro-Man, nekar han Morries förslag om att gå och döda Spider-Man, då han är långt mer intresserad av mer ekonomiskt lönsamma satsningar och försöka återuppbygga sitt professionella rykte.

## Andra versioner

### MC2
Trots att Shocker inte har synts i MC2-universumet, har hans handskar setts användas av prisjägaren Mad Dog Rassitano.

### Ultimate Shocker
I Ultimate Marvel-serien är Shocker en 33-årig småskurk vid namn Herman Schultz, som rånar värdetransporter. Han bär en lila trenchcoat och ett par skyddsglasögon. Han brukade arbeta på Roxxon Industries där han uppfann sina vapen. Han fick sparken och blev då Shocker för att "få vad han förtjänar" för allt arbete han gjort. Han är inte speciellt farlig och har slagits mot Ultimate Spider-Man fem gånger under de första 100 numrera. Under flera av deras strider, har en ovanlig faktor—Spider-Man bär Venoms dräkt, samt får hjälp av Kitty Pryde, och Wolverine—vilket gör att han hamnar i underläge.

## I annan media

### Television
- Shocker medverkade i Spider-Man and His Amazing Friends-avsnittet "Along Came a Spidey", röstskådespelad av John Stephenson.
- I Spider-Man är Shocker (röstskådespelad av Jim Cummings i originalversion och på svenska av Tommy Nilsson) en skurk som ofta anlitas av Kingpin. I Shockers första framträdande i The Alien Costume-sagan var Kingpin orolig att Eddie Brock skulle äventyra den senaste stölden av Promethium X, och anlitade Shocker att eliminera honom. I den här serien rekommenderas Shocker till Kingpin av Alistair Smythe, som även utformade hans dräkt. Shocker hoppar på Brock utanför hans lägenhet, men Spider-Man anländer i sin svarta dräkt, och Brock lyckades fly. Shocker skjuter sönder en byggnad, som kollapsar över Spider-Man, men han följer efter Shocker till hans gömställe, där han stjäl tillbaka Promethium X (som stals av Rhino i avsnittet innan). När Shocker anlitades igen för att hämta tillbaka det, kidnappar han John Jameson och kräver att hans far, J. Jonah Jameson, ger honom både Spider-Man och Promethium X. De möttes i ett kyrktorn och John överlämnades, men efter att Jameson lämnat platsen utbröt en strid mellan Shocker och Spider-Man. Trots Shocker initiala självsäkerhet, fick Spider-Man övertaget genom att förstöra hans vibrationskanoner och (kraftigt påverkad av den svarta symbioten) dödade honom nästan innan han kom till förnuft och räddade Shocker. I det tredje och sista avsnitt av sagan samarbetar Shocker och Rhino (det avslöjas aldrig om de blev beordrade att göra det av Kingpin, eller om de agerade på egen hand). Duon lyckades nästan, men innan de kunde göra slut på Spider-Man, attackerade och besegrade Venom de båda, då han ville döda honom själv. Det är okänt hur Rhino och Shocker hamnade i fängelse, men i dubbelavsnittet The Insidious Six deltar Shocker i en rymning arrangerad av Kingpin. Han går med i Sinister Six och planerar ännu en gång att döda Spider-Man, som de till slut misslyckas med. När Spider-Man lurar den ointelligenta att attackera Shocker genom att låtsas vara Chameleon, sliter hans horn upp Shockers elektrochock-dräkt. Spider-Man kastade ner Shocker i en vattentank, vilket gjorde hans dräkt instabil och han tvingades att ta av sig den och hoppa ut ur tanken innan den exploderade. Efter ett stort nederlag, avvisar hela teamet Kingpin och går skilda vägar. Senare, i avsnittet The Awakening, anlitas Shocker ännu en gång av Kingpin för att, i samarbete med Dr. Herbert Landon, kidnappa vampyren Michael Morbius. De lyckades, men Morbius flydde i slutet med hjälp av Spider-Man och Black Cat. Shockers sista framträdande i serien var som Insidious Six-medlem i Six Forgotten Warriors-sagan. Här skjuter han elektriska stötar i stället för komprimerad luft. Det antyds också att Shocker var kriminell på hög nivå och vän med Alistair Smythe, innan han bar sin välkända dräkt. Hans riktiga ansikte aldrig i serien, där han ses bära sin mask när hans dräkt är skadad och till och med i fängelset.

- Shocker medverkar i The Spectacular Spider-Man, där hans identitet i stället är Montana (röstskådespelad av Jeff Bennett) från Enforcers. Han visas först i avsnittet "Market Forces", där han stal teknologi från en TriCorp-lastbil - inklusive ett par chockvågshandskar - som tillät honom att bli Shocker, enligt order av Hammerhead. Som Shocker lyckades han besegra Spider-Man utan problem. Efter att ha insett att han inte dödade Spider-Man, slogs han mot honom igen i en nedlagd teater. Spider-Man lyckades att besegra honom genom att riva ner teaterns tak ovanpå honom. Han sågs invirad i spidenlnät på marken när polisen anlände.[35] I avsnittet "Group Therapy" blir Shocker, tillsammans med Doctor Octopus, Rhino, Sandman, Enforcers och Vulture, fritagna från fängelset av Electro och är med och skapar Sinister Six. Trots detta blir han ännu en gång besegrad av en symbiotkontrollerad Spider-Man, efter att gradvis ha tagit bort hans handskar och slagit honom medvetslös med hjälp av symbiotens kraft.[36] Shocker återvänder i säsong 2-avsnittet "Probable Cause", tillsammans med två Enforcers, Ricochet och Ox. Tillsammans utför de tre ett flertal rån medan de slogs mot Spider-Man på vägen. I slutet fångas och arresteras Shocker och Enforcers-medlemmarna efter att Hammerhead förrådde Kingpin och la ut en spikmatta för att stoppa flyktbilen.[37] Seriens producent Greg Weisman gjorde ett kreativt val angående Shocker under produktionen av denna serien.[38]

### TV-spel
- Android-kopior av Shocker medverkar ett flertal gånger i Spider-Man/X-Men: Arcade's Revenge som mini-bossar under Spider-Mans nivåer.

- Han medverkar som boss i Spider-Man: The Animated Series till Sega Mega Drive.

- Shocker är den första bossen i Spider-Man 2: Enter Electro, röstskådespelad av Daran Norris. I det här spelet anlitas Shocker av Electro för att stjäla en del av kraftkällan känd som Bio-Nexus Device. Spider-Man använder sin spindelspårare för att spåra upp Shocker vid ett lager. När Shocker anländer till lagret, ger han portföljen som innehåller delen av Bio-Nexus Device till Hammerhead för att hindra Spider-Man från att få tag på den. Shocker besegras senare av Spider-Man och lämnas åt polisen.

- Shocker merverkar i Spider-Man: The Movie röstskådespelad av Michael Beattie. Han är ursprungligen allierad med Vulture när de två rånar en juvelbutik, men avslöjar var Vultures högkvarter finns, efter att han besegrats av Spider-Man i en strid; han vägrar att låta Vulture få sin del av bytet när Shocker inte kan få det.

- Michael Beattie repriserar sin roll som Shocker som återvänder i Spider-Man 2-spelet där han flyr från fängelset medan han deltar i en tävling arrangerad av Quentin Beck, som försöker bevisa att Spider-Mans krafter är fake. Trots att han fått tillgång till ett experimentellt framdrivningssystem av rymdfarkoster som förbättrar hans krafter, besegras han av Spider-Man och Black Cat.

- Shocker medverkar i Ultimate Spider-Man röstskådespelad av Brian George. Han är en mindre skurk som emellanåt dyker upp och försöker råna banker, vilket stämmer överens med den typ av karaktär han är i Ultimate-serien. Det avslöjas att hans namn är "Herman".

- The Shocker är en mindre boss i Marvel: Ultimate Alliance, röstskådespelad av Michael Gough. Han är medlem i Doktor Dooms Masters of Evil. Han slåss mot hjältarna tillsammans med Rhino: Den första gången var i Murderworld och senare när de övervakade en besegrad Heimdall. Shocker har en speciell dialog med Human Torch. Under en simulering slåss hjältarna mot Shocker på S.H.I.E.L.D.s Helicarrier.

- Shocker medverkade i PSP och PS2-versionerna av Spider-Man: Web of Shadows röstskådespelad av Liam O'Brien. Ett tidigare uppdrag bestod av att Spider-Man behövde erhålla Shockers handskar som en del av komponenterna för en sonisk sändare som kan stoppa symbioter. Han framträder också som en assisterande karaktär som använder de intensiva vibrationsskotten från sina handskar för att attackera med.

- Shocker medverkar som en mini-boss på Xbox- och PS3-versionerna av Marvel: Ultimate Alliance 2,röstskådespelad av Rick D. Wasserman. Spelarna stöter på honom när han håller Ms. Marvel fången i tunnlarna till Roosevelt Island.

- En "Marvel 2099"-version av Shocker medverkade exklusivt i Nintendo DS-versionen av Spider-Man: Edge of Time.[39]

### Leksaker och samlarobjekt
- Shocker har gjorts som actionfigur två gånger av Toy Biz (numera Marvel Toys), först som en del av deras Spider-Man: The Animated Series-kollektion och senare som en del av deras Spider-Man Classics-serie.

- Han har även tagits fram som en sex-tums (152 mm)  mini-byst av Bowen Designs.

- Det har även gjorts en Shocker-figur som sammanföll med TV-serien The Spectacular Spider-Man.

- Den första 3 3/4-tums (9.5 cm) Shocker-figuren (Strike missile Shocker) släpptes 2011 av Hasbro.

- Shocker är även en figur i "Heroclix"-spelet, i "Rookie" (028), "Experienced" (029) och "Veteran" (030).